# Campo (Corse-du-Sud)
Campo település Franciaországban, Corse-du-Sud megyében. Lakosainak száma 103 fő (2022. január 1.). Campo Frasseto, Quasquara és Santa-Maria-Siché községekkel határos.

## Népesség
A település népességének változása:
| Lakosok száma | 140  | 56   | 65   | 76   | 94   | 101  | 110  | 105  | 105  | 103  |
|               | 1968 | 1982 | 1990 | 2006 | 2013 | 2015 | 2017 | 2019 | 2020 | 2022 |